# Mustafa Fahmi Pascha

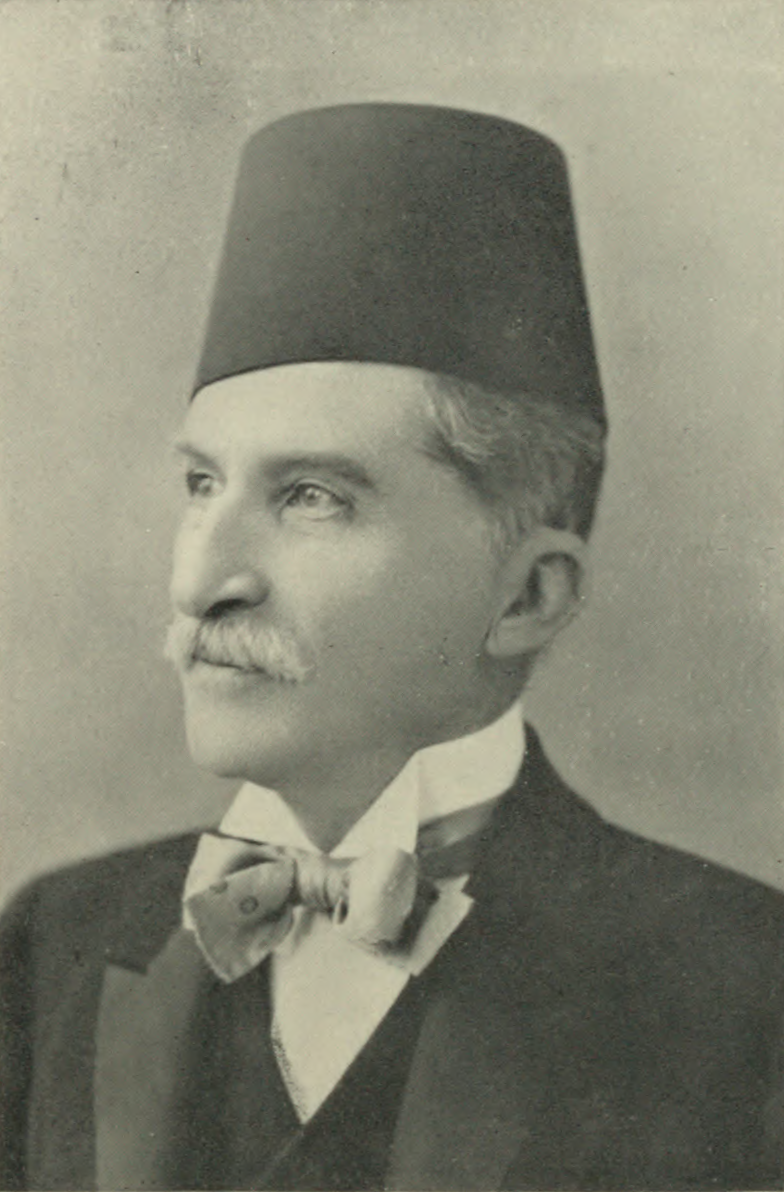
Mustafa Fahmi Pascha

Mustafa Fahmi Pascha (arabisch مصطفى فهمي باشا, DMG Muṣṭafā Fahmī Bāšā, auch Mustafa Fahmi Basha; * 1840 in Kreta, Osmanisches Reich; † 14. September 1914 in Alexandria, Khedivat Ägypten) war ein ägyptischer Politiker, der zwischen 1891 und 1893 sowie erneut von 1895 bis 1908 Premierminister des Khedivat Ägypten war.

## Leben
Mustafa Fahmi Pascha bekleidete während der Herrschaft des Khediven Tawfiq zahlreiche Regierungsämter und wurde 1879 Minister für öffentliche Arbeiten in der Regierung von Premierminister Muhammad Scharif Pascha. Im Anschluss löste er 1879 Muhammad Scharif Pascha als Außenminister in der Regierung von Premierminister Riyad Pascha ab und bekleidete dieses Ministeramt von 1881 bis 1882 auch in der zweiten Regierung von Premierminister Muhammad Scharif Pascha. Darüber hinaus fungierte er 1882 kurzzeitig auch als Justizminister. In der zweiten Regierung von Premierminister Nubar Pascha bekleidete er zwischen 1884 und 1887 zunächst das Amt des Finanzministers und war danach von 1887 bis 1888 erstmals Innenminister sowie zugleich zwischen 1887 und 1891 auch Kriegsminister und Marineminister.
Am 12. Mai 1891 löste Fahmi Pascha Riyad Pascha als Premierminister des Khedivat Ägypten ab und bekleidete dieses Amt auch nach Beginn der Herrschaft des Khediven Abbas Hilmi II. bis zum 15. Januar 1893, woraufhin Husain Fachri Pascha vorübergehend seine Nachfolge antrat. Während seiner ersten Amtszeit als Premierminister bekleidete er von 1891 bis 1893 abermals das Amt des Innenministers. In der dritten Regierung von Premierminister Nubar Pascha fungierte er zwischen 1894 und 1895 wieder als Kriegsminister und Marineminister.
Als Nachfolger von Nubar Pascha übernahm Mustafa Fahmi Pascha am 12. November 1895 erneut das Amt des Premierminister des Khedivat Ägypten und hatte dieses bis zum 12. November 1908 dreizehn Jahre lang inne, woraufhin Boutros Ghali Pascha sein Nachfolger wurde. In seiner zweiten Regierung war er außerdem von 1895 bis 1908 wieder Innenminister. Während seiner Amtszeit kam es 1898 zur sogenannten Faschoda-Krise, nachdem in Faschoda am Weißen Nil ein kleines französisches Korps ein Fort errichtet hatte. Diese Truppen wurden jedoch von Herbert Kitchener, der Oberbefehlshaber der British Army im Mahdi-Aufstand, zum Rückzug aufgefordert. Nach Verhandlungen zog Frankreich, das ein zusammenhängendes Kolonialreich von West- bis nach Ostafrika einrichten wollte, seine Truppen ab. Diese imperialistischen Spannungen zwischen Frankreich und Großbritannien hielten noch mehrere Jahre an, bis die Bedrohung durch ein imperialistisches Deutsches Kaiserreich zu einer Absprache über die Interessensphären der beiden Großmächte Frankreich und Großbritannien führte, der 1904 geschlossenen Entente cordiale, mit der die jeweiligen kolonialen Beziehungen gegenseitig anerkannt wurden.
Seine Tochter Safiyya Zaghlul war eine bekannte politische Aktivistin der Wafd-Partei ihres Ehemannes Saad Zaghlul, der Erziehungsminister, Justizminister sowie 1924 ebenfalls Premierminister von Ägypten war.

## Weblink
- Eintrag in rulers.org

## Hintergrundliteratur
- Der Große Ploetz. Die Enzyklopädie der Weltgeschichte, Verlag Vandenhoeck & Ruprecht, 35. Auflage, 2008, S. 1338, ISBN 978-3-525-32008-2